# Flaw
Flaw ist eine US-amerikanische Alternative-Metal- und Nu-Metal-Band aus Louisville, Kentucky, die 1996 unter dem Namen F. Law gegründet wurde, sich 2004 auflöste und seit 2006 wieder aktiv ist.

## Geschichte
Die Gründung der Band geht auf das Jahr 1996 zurück, als der Gitarrist Jason Daunt auf der Suche nach einem Sänger eine Anzeige in der lokalen Entertainment-Zeitung LEO schaltete, auf die Chris Volz antwortete. Die Band nannte sich anfangs noch F. Law, ehe sich kurz darauf der Name in Flaw änderte. Im Jahr 1997 kam Ryan Jurhs als Bassist zu den beiden, während der Rest der Besetzung sich mehrfach veränderte. Innerhalb von ein paar Wochen wurde das Album American Arrogance aufgenommen und erschien 1998 in Eigenveröffentlichung. Zwei der darauf enthaltenen Lieder, Amendment und Reliance, sind auch auf dem späteren Album Through the Eyes enthalten. Das Budget der Mitglieder betrug hierbei nur 68 US-Dollar. Nach der Veröffentlichung trat die Band zusammen mit Econoline Crush und Fear Factory auf. 1998 und 2000 schlossen sich das Album Flaw und die EP Drama an. 1999 hatte sich durch das Hinzukommen des Schlagzeugers Chris Ballinger und des Gitarristen Lance Arny eine feste Besetzung ergeben. Bei einem Auftritt im CBGB wurde Republic Records auf die Band aufmerksam.
Mit dem Produzenten David Bottrill wurde Anfang 2001 das Album Through the Eyes im Sound City in Los Angeles aufgenommen, ehe es im Oktober 2001 erschien. Das Album erreichte Platz 119 der Billboard 200. Von den 13 Liedern des Albums wurde Payback als Single ausgewählt. Daraufhin folgten Auftritte mit Kittie, Mushroomhead und Ill Niño. Dabei spielte die Band unter anderem Mitte 2002 in München mit Mushroomhead und American Head Charge. Auch nahm die Gruppe am Ozzfest teil. Während dieses Zeitraums verließ Daunt aufgrund musikalischer und persönlicher Differenzen die Besetzung und wurde nicht ersetzt. Im Jahr 2002 war die Band auf dem The Scorpion King zu The Scorpion King zu hören und koppelte Whole als weitere Single aus. Im Juni wurden Konzerte in Deutschland und den Niederlanden abgehalten. Nach einem weiteren Album im Mai 2004 unter dem Namen Endangered Species trennte sich das Label von der Band, was für sie die Auflösung bedeutete. Zuvor hatte das Album noch Platz 42 der US-Albumcharts belegt und verkaufte sich in den ersten vier Wochen über 75.000 Mal. Die Band hatte für das Album 28 Lieder geschrieben, von denen zwölf aufgenommen worden waren. Hierauf ist Micah Havertape als neuer Schlagzeuger zu hören.
Im Oktober 2006 gaben Daunt, Volz und Ballinger die Neugründung bekannt. Im März und April 2007 wurden Auftritte abgehalten, bei denen Van Avery als Bassist und Arny als weiterer Gitarrist aktiv waren. Im April 2007 entschieden sich Volz und Daunt, eine neue Band unter dem Namen Foundation zu gründen, allerdings widmete man sich bereits im August 2008 gemeinsam wieder Flaw. Im November 2008 ging die Band, die neben Volz und Daunt aus dem Gitarristen Nathan McDaniel, dem Schlagzeuger Terry Harper und dem Bassisten Tyler Guess bestand, auf Tournee mit The Dreaming. Im Dezember verließ McDaniel die Besetzung, während Jimmie Stallings im Januar 2009 als neuer Bassist hinzukam. Im November und Dezember ging es zusammen mit Displaced auf Tour. Ab Juni 2010 übernahm Chris Marple neben Lance Army die E-Gitarre. Im September wurden Auftritte mit Tantric, Adema und Burn Halo abgehalten.
2013 hielt die Band nach längerer Zeit der Inaktivität wieder ein Konzert ab und bestand hierbei aus Volz, Jurhs, Arny, dem Gitarristen Andy Russ und dem Schlagzeuger Sean Rued. Hieran nahmen auch Primer 55 und Incursion teil. Mit Daunt an der E-Gitarre für Arny und dem Schlagzeuger Ballinger war die Gruppe daraufhin weiter aktiv. Im Februar 2014 gab Flaw bekannt, dass 14 bis 15 neue Lieder aufgenommen und drei Songs überarbeitete wurden. Im Oktober 2014 war die Gruppe auf dem Louder Than Life Festival zu sehen. Im Januar 2015 trennte man sich vom Schlagzeuger Ballinger, der daraufhin durch Corey Sturgill ersetzt wurde. Im Mai und Juni spielte die Band Auftritte zusammen mit Seasons After. Zudem hatte sie mit dem Produzenten Skidd Mills Material für ein neues Album aufgenommen. Zur Veröffentlichung unterzeichnete die Gruppe einen Vertrag bei Pavement Music im November 2015. Das aktuelle Album Divided We Fall erschien am 19. August 2016.

## Stil
Laut Eleanor Ditzel von Allmusic ist Volz durch seine Adoptivmutter, eine Opernsängerin, die im Kennedy Center aufgetreten sei, zur Seite gestanden. Nachdem sie Suizid begangen habe, als Volz zwölf Jahre alt war, habe er sich mehreren Psychotherapien unterzogen. Die Texte seien durch diese Erfahrungen stark beeinflusst worden. Through the Eyes weise Tool-Einflüsse auf. Christian Graf ordnete in seinem Nu Metal und Crossover Lexikon Flaw dem Nu Metal zu. Donnie Hardin von dailyrockreport.co ordnete die Band dem Alternative Metal zu. Im Interview mit Eddy Metal von louisvillemusicnews.net gab Jurhs Alice in Chains, Nirvana, Pearl Jam, Primus, Korn, Lamb of God, Tool, 311, Pressure 4-5, Chevelle sowie Bands aus dem Klassik-, Swing- und Jazz-Bereich als Einflüsse an. Im Interview mit Donnie Hardin von dailyrockreport.co gab Volz Alice in Chains, Pearl Jam, Deftones, Limp Bizkit, Korn und Faith No More als Einflüsse an. Elmar Salmutter vom Metal Hammer stellte bei Through the Eyes Gemeinsamkeiten zu Tool und A Perfect Circle fest. Volz gab im Interview mit Salmutter an, dass es für die Band in Ordnung ist, in die Nu-Metal-Schublade gesteckt zu werden. Er könne einen Einfluss von A Perfect Circle nicht bestätigen, da ein Großteil des Albums bereits geschrieben worden sei, bevor das erste Album dieser Band herauskam. Tool sei jedoch ein Einfluss gewesen. Im Lied Whole wird laut Salmutter der Tod von Volz' Adoptivmutter verarbeitet. In einer späteren Ausgabe schrieb Matthias Weckmann in seiner Rezension zu Endangered Species, dass die Band auf Through the Eyes eine Balance zwischen Härte und Melodien gefunden habe, während die Musik auf diesem Album nun weicher sei und verstärkt auf Akustikstücke setze. Er bezeichnete die Musik als New Rock. Eine Ausgabe später schrieb Salmutter, dass das Lied Medicate von den Risiken des Lebens als Musiker handelt. Im Interview mit ihm gab Volz an, auf Through the Eyes, wie auch beim Vorgänger, auch die Umweltzerstörung zu thematisieren. Er versuche auf dem neuen Album zudem, den Gesang mehr in den Mittelpunkt zu rücken. Auch würde er nun verstärkt singen und weniger brüllen. Dies alles tue er, um sich vom Nu Metal abzusetzen, wodurch er ernster genommen werde.

## Diskografie

### Alben
- 1998: American Arrogance (Eigenveröffentlichung)
- 1998: Flaw (Eigenveröffentlichung)
- 2001: Through the Eyes (Republic Records)
- 2004: Endangered Species (Republic Records)
- 2009: Home Grown Studio Sessions (CD Baby)
- 2016: Divided We Fall (Pavement Music)

### EP
- 2000: Drama (Eigenveröffentlichung)

### Singles
- 2001: Payback (Republic Records)
- 2001: Only the Strong (Republic Records)
- 2002: Whole (Republic Records)
- 2004: Recognize (Republic Records)
- 2015: We All Bleed Red (Eigenveröffentlichung)